# Кожобекова, Суюмкан
Суюмка́н Кожобе́кова (кирг. Сүйүмкан Кожобекова; 1911, с. Саруу, Пржевальский уезд, Семиреченская область, Туркестанский край — 2001, Боконбаево, Иссык-Кульская область) — чабан колхоза имени Ленина Тонского района Иссык-Кульской области, Киргизская ССР. Герой Социалистического Труда (1957). Депутат Верховного Совета Киргизской ССР.

## Биография
Родилась в 1911 году в крестьянской семье в селе Саруу (ныне — Джети-Огузский район, Иссык-Кульская область).
С 1937 года трудилась чабаном в колхозе имени Ленина Тонского района.
В 1956 году достигла весового показателя каждой овцы в среднем по 70 килограмм и настригла шерсти в среднем по 3,5 килограмм с каждой овцы. Указом Президиума Верховного Совета СССР от 15 февраля 1957 года за выдающиеся успехи, достигнутые в деле увеличения производства сахарной свеклы, хлопка и продуктов животноводства, широкое применение достижений науки и передового опыта в возделывании хлопчатника, сахарной свеклы и получение высоких и устойчивых урожаев этих культур удостоена звания Героя Социалистического Труда с вручением ордена Ленина и золотой медали «Серп и Молот».
Избиралась депутатом Верховного Совета Киргизской ССР (1959—1963).
С 1969 года — персональный пенсионер союзного значения.
После выхода на пенсию проживала в селе Боконбаево, где скончалась в 2001 году.